# كرونوتايب
النوع الزمني أو النمط الزمني أو السمة الزمنية أو وقت النشاط الزمني أو الكرونوتايب (بالإنجليزية: Chronotype) هو المظهر السلوكي لعدد لا يحصى من العمليات الجسدية الكامنة وراء إيقاع الساعة البيولوجية. النمط الزمني للشخص هو ميل الفرد للنوم في وقت معين خلال فترة 24 ساعة. المساء (فترة النوم المتأخرة؛ الأكثر نشاطًا وتنبيهًا في المساء) والصباح (فترة النوم المتقدمة؛ الأكثر نشاطًا وتنبيهًا في الصباح) هما النقيضان حيث يتمتع معظم الأفراد ببعض المرونة في توقيت فترة نومهم. ومع ذلك، عبر التطور هناك تغيرات في ميل فترة النوم حيث يفضل الأطفال قبل سن البلوغ فترة نوم متقدمة، ويفضل المراهقون فترة نوم متأخرة، ويفضل العديد من كبار السن فترة نوم متقدمة.
لم يتم بعد تحديد أسباب وتنظيم الأنماط الزمنية، بما في ذلك التغير التنموي، والميل الفردي لنمط زمني معين، والأنماط الزمنية المرنة مقابل الثابتة. ومع ذلك، بدأت الأبحاث في تسليط الضوء على هذه الأسئلة، مثل العلاقة بين العمر والنمط الزمني. هناك جينات مرشحة (تسمى جينات CLOCK) موجودة في معظم خلايا الجسم والدماغ، يشار إليها باسم النظام اليومي الذي ينظم الظواهر الفسيولوجية (مستويات الهرمونات، وظيفة التمثيل الغذائي، درجة حرارة الجسم، القدرات الإدراكية، والنوم). وباستثناء الأنماط الزمنية الأكثر تطرفًا وصلابة، فمن المحتمل أن يكون التنظيم بسبب التفاعلات بين الجينات والبيئة. تشمل الإشارات البيئية المهمة (المزامن) الضوء، والتغذية، والسلوك الاجتماعي، وجداول العمل والمدرسة. اقترحت أبحاث إضافية وجود صلة تطورية بين النمط الزمني واليقظة الليلية في مجتمعات الأجداد.
البشر عادة مخلوقات نهارية. وهذا يعني أنهم ينشطون في النهار. كما هو الحال مع معظم الحيوانات النهارية الأخرى، يتم التحكم في أنماط النشاط والراحة البشرية داخليًا بواسطة ساعات بيولوجية ذات فترة يومية (حوالي 24 ساعة). كما تمت دراسة الأنماط الزمنية في أنواع أخرى، مثل ذباب الفاكهة والفئران.
يشمل الاختلاف الطبيعي في النمط الزمني دورات النوم والاستيقاظ التي تكون متأخرة بساعتين إلى ثلاث ساعات في الأنواع المسائية مقارنة بالأنواع الصباحية. يمكن أن تتسبب الحالات المتطرفة خارج هذا النطاق في صعوبة مشاركة الشخص في العمل العادي والمدرسة والأنشطة الاجتماعية. إذا كانت ميول " الطائر الباكر" أو (الأكثر شيوعًا) " البومة " لدى الشخص قوية ومستعصية إلى درجة عدم السماح بالمشاركة الطبيعية في المجتمع، فإن الشخص يعتبر مصابًا باضطراب في إيقاع الساعة البيولوجية في النوم.

## تاريخ
في كتاب أستاذ علم وظائف الأعضاء ناثانيال كليتمان عام 1939، النوم واليقظة، والذي تمت مراجعته عام 1963، لخص المعرفة الموجودة حول النوم، وكان هو الذي اقترح وجود دورة أساسية لنشاط الراحة. واصل كليتمان، مع طلابه ومن بينهم ويليام سي ديمينت ويوجين أسرينسكي، أبحاثه طوال القرن العشرين. تمثل أطروحة أوكويست عام 1970 في قسم علم النفس، جامعة جوتنبرج، السويد، بداية البحث الحديث في الأنماط الزمنية، ويحمل عنوان Kartläggning av individuella dygnsrytmer ، أو "رسم إيقاعات الساعة البيولوجية الفردية".

## قياس

### استبيان الصباح والمساء (Morningness–Eveningness Questionnaire)
قام أولوف أوستبيرج بتعديل استبيان أوكويست، وفي عام 1976، قام بالتعاون مع جيم هورن، بنشر استبيان الصباح والمساء المكون من 19 بندًا، والذي لا يزال يُستخدم ويُشار إليه تقريبًا في جميع الأبحاث حول هذا الموضوع.
لقد عمل الباحثون في العديد من البلدان على التحقق من صحة اختبار استبيان الصباح والمساء فيما يتعلق بثقافاتهم المحلية. تم إجراء مراجعة لتسجيل نقاط استبيان الصباح والمساء بالإضافة إلى تحليل المكونات بواسطة Jacques Tailllard وآخرون في عام 2004 في فرنسا مع أشخاص عاملين تزيد أعمارهم عن 50 عامًا. في السابق، تم التحقق من صحة اختبار استبيان الصباح والمساء فقط للمواد في سن الجامعة.

### جرد النوع اليومي (Circadian Type Inventory)
يعد جرد النوع اليومي، الذي طوره فولكارد (1987)، نسخة محسنة من استبيان النوع اليومي (CTQ) المكون من 20 عنصرًا.
تم تطوير مؤشر جرد النوع اليومي في البداية لتحديد الأفراد القادرين على التكيف مع العمل بنظام الورديات. وبالتالي، يقوم المقياس بتقييم عاملين يؤثران على قدرة الشخص على تغيير إيقاعات نومه: صلابة/مرونة عادات النوم والقدرة/عدم القدرة على التغلب على النعاس. منذ إنشائه، خضع المقياس لعدد من المراجعات لتحسين خصائصه السيكومترية. تم استخدام نسخة مكونة من 18 عنصرًا كجزء من مؤشر التحول القياسي الأكبر (SSI) في دراسة أجراها بارتون وزملاؤه. تم بعد ذلك تقليل هذا المقياس الأقصر وتعديله ليصبح مقياسًا مكونًا من 11 عنصرًا بواسطة De Milia وآخرون.

### المقياس مركب للصباح (Composite Scale of Morningness)
سميث وآخرون. (1989)  قام بتحليل عناصر من استبيان الصباح والمساء، ومقياس النوع النهاري (DTS)، واستبيان النوع اليومي واختار أفضلها لتطوير أداة محسنة، وهي المقياس المركب للصباح المكون من 13 عنصرًا. يتكون المقياس المركب للصباح من 9 عناصر من استبيان الصباح والمساء و4 عناصر من مقياس النوع النهاري ويعتبر  كنسخة محسنة من استبيان الصباح والمساء. وهو موجود حاليا بـ 14 لغة؛ الأحدث تطويرًا هي البولندية، الروسية والهندية.

### آخرون
قام روبرتس، في عام 1999، بتصميم مؤشر لارك-أول النوع الزمني (Lark-Owl Chronotype Indicator, LOCI). يستخدم استبيان تيل روينبرج ميونخ للنمط الزمني (Till Roenneberg's Munich Chronotype Questionnaire) من عام 2003 منهجًا كميًا؛ لقد أجاب الآلاف من الأشخاص الذين شاركوا في الدراسة على أسئلة حول سلوك نومهم.

## صفات
معظم الناس ليسوا من النوع المسائي أو الصباحي ولكنهم يكمنون في مكان ما بينهما. تختلف التقديرات، ولكن دراسة استقصائية أجريت عام 2007 على أكثر من 55000 شخص أجراها روينبيرج وآخرون. وأظهرت أن الصباح والمساء يميل إلى اتباع التوزيع الطبيعي. الأشخاص الذين يشتركون في النمط الزمني، الصباح أو المساء، لديهم توقيت مماثل لنمط النشاط: النوم، الشهية، ممارسة الرياضة، الدراسة وما إلى ذلك. يبحث الباحثون في مجال علم الأحياء الزمني عن علامات موضوعية يمكن من خلالها قياس طيف النمط الزمني. باين وآخرون استنتج أن "تفضيل الصباح/المساء مستقل إلى حد كبير عن العرق والجنس والوضع الاجتماعي والاقتصادي، مما يشير إلى أنها خاصية مستقرة يمكن تفسيرها بشكل أفضل من خلال العوامل الداخلية".

### النوم
وجد هورن وأوستبيرج أن الأنواع الصباحية كانت درجة حرارتها أعلى أثناء النهار مع وقت ذروة أبكر من الأنواع المسائية، وأنهم ينامون ويستيقظون مبكرًا، ولكن لم يتم العثور على اختلافات في فترات النوم. ويشيرون أيضًا إلى أنه يجب أخذ العمر في الاعتبار عند تقييم الصباح والمساء، مشيرين إلى كيف أن "وقت النوم البالغ 23:30 قد يكون مؤشرًا على نوع صباحي بين مجموعة الطلاب، ولكنه قد يكون أكثر ارتباطًا بنوع مسائي في الأربعينيات والأربعينيات". الفئة العمرية 60 سنة". كلودوري وآخرون وجدوا اختلافات في اليقظة بين أنواع الصباح والمساء بعد تقليل النوم لمدة ساعتين. دافي وآخرون بحثوا في "التغيرات في العلاقة الطورية بين إيقاعات الساعة البيولوجية الداخلية ودورة النوم والاستيقاظ"، ووجدت أنه على الرغم من أن الأشخاص المسائيين يستيقظون في ساعة متأخرة عن الساعة الصباحية، إلا أن الأنواع الصباحية تستيقظ في مرحلة يومية لاحقة  زافادا وآخرون أظهروا أن الساعة المحددة لمنتصف النوم في أيام الراحة (غير أيام العمل) قد تكون أفضل علامة للتقييمات المستندة إلى النوم للنمط الزمني؛ إنه يرتبط جيدًا بالعلامات الفسيولوجية مثل ظهور الميلاتونين في الضوء الخافت والحد الأدنى من إيقاع الكورتيزول اليومي. ويذكرون أيضًا أن كل فئة من فئات النمط الزمني "تحتوي على جزء مماثل من الأشخاص الذين ينامون لفترة قصيرة وطويلة". تشونغ وآخرون درسوا جودة النوم لدى الممرضات اللاتي يعملن بنظام المناوبات، ووجدوا أن "أقوى مؤشر لجودة النوم كان في الصباح والمساء، وليس جدول المناوبات أو نمط المناوبات"، حيث أن "الأنواع المسائية التي تعمل في نوبات متغيرة كانت أكثر عرضة لخطر ضعف نوعية النوم مقارنة بالصباح".

### إيقاعات نهارية
جيبرتيني وآخرون قاموا بتقييم مستويات هرمون الميلاتونين في الدم، ووجد أن الطور النهائي للميلاتونين (الوقت الذي تحدث فيه ذروة الإيقاع ) كان مرتبطًا بقوة بنوع الساعة البيولوجية، في حين لم تكن السعة كذلك. ويشيرون إلى أن الأنواع الصباحية تشير إلى انخفاض أسرع في مستويات الميلاتونين بعد الذروة مقارنة بالأنواع المسائية. باهر وآخرون وجدوا أن الحد الأدنى لدرجة حرارة الجسم اليومية عند الشباب البالغين يحدث عند حوالي الساعة 4 صباحًا للأنواع الصباحية ولكن في حوالي الساعة 6 صباحًا للأنواع المسائية. حدث هذا الحد الأدنى في منتصف فترة النوم البالغة ثماني ساعات تقريبًا للأنواع الصباحية، ولكنه أقرب إلى الاستيقاظ في الأنواع المسائية. كانت درجات الحرارة الليلية أقل في الأنواع المسائية. حدثت درجة الحرارة الدنيا قبل حوالي نصف ساعة عند النساء عنها عند الرجال. تم العثور على نتائج مماثلة بواسطة مونغرياين وآخرون في كندا، 2004. كانت لدى الأنواع الصباحية حساسية أقل للألم على مدار اليوم مقارنة بالأنواع المسائية، لكن المجموعتين الزمنيتين لم تختلفا في شكل الاختلافات النهارية في الألم. هناك بعض الاختلافات بين الأنماط الزمنية في النشاط الجنسي، حيث تفضل الأنماط الزمنية المسائية ساعات متأخرة من ممارسة الجنس مقارنة بالأنماط الزمنية الأخرى.

### الشخصية
تختلف الأنماط الزمنية في العديد من جوانب الشخصية، مثل العزم، ولكن أيضًا في المجالات الفكرية، مثل التفكير الإبداعي. أظهرت الدراسات التجريبية حول إدراك وهج الانزعاج والنمط الزمني أن الأنماط الزمنية المبكرة يمكن أن تتحمل المزيد من وهج الانزعاج في الصباح مقارنة بالأنماط الزمنية المتأخرة.

### الذكاء
وجد التحليل التلوي وجود علاقة إيجابية صغيرة بين النمط الزمني المسائي والذكاء. تم العثور على نتائج مماثلة لاحقًا في عينة كبيرة باستخدام بطارية موحدة.

### المتغيرات الجينية المرتبطة بالنمط الزمني
تظهر الدراسات أن هناك 22 متغيرًا جينيًا مرتبطًا بالنمط الزمني. تحدث هذه المتغيرات بالقرب من الجينات المعروفة بأهميتها في استقبال الضوء وإيقاعات الساعة البيولوجية. يحدث المتغير الأكثر ارتباطًا بالنمط الزمني بالقرب من RGS16، وهو منظم لإشارات البروتين G وله دور معروف في إيقاعات الساعة البيولوجية. في الفئران، يؤدي استئصال جين RGS16 إلى إطالة الفترة البيولوجية للإيقاع السلوكي. من خلال التنظيم المؤقت لإشارة cAMP، تبين أن RGS16 هو عامل رئيسي في مزامنة الاتصال بين الخلايا بين الخلايا العصبية الناظمة لنبضات القلب في النواة فوق التصالبية (SCN)، مركز التحكم في إيقاع الساعة البيولوجية لدى البشر.
PER2 هو منظم معروف لإيقاعات الساعة البيولوجية ويحتوي على متغير ظهر مؤخرًا أنه مرتبط بتكوين القزحية. يشير هذا إلى وجود صلة بين وظيفة القزحية والنمط الزمني. تظهر الفئران بالضربة القاضية PER2 نشاطًا حركيًا غير منتظم. الجين ASB1، المرتبط بالمساء والميل إلى قيلولة النهار، هو نتيجة للتزاوج بين البشر القدامى والحديثين وهو في الأصل سمة إنسان نياندرتال، وربما يرتبط بنمط حياة أكثر شفقيًا في هذا النوع.
ولذلك، فإن النمط الزمني وراثي وراثيا.

### النمط الزمني والمرض
ترتبط إيقاعات الساعة البيولوجية المضطربة بالعديد من الأمراض التي تصيب الإنسان، على سبيل المثال، يرتبط النمط الزمني وراثيًا بـمؤشر كتلة الجسم. ومع ذلك، لم يتم تحديد السبب والنتيجة بعد.

## أنظر أيضًا
- علم الأحياء الزمني